# Мальево
Ма́льево (бел. Мальева) — деревня в составе Ковалевского сельсовета Бобруйского района Могилёвской области Республики Беларусь.

## Географическое положение
Деревня расположена в 19 км на юго-восток от города Бобруйска, в 12 км от станции «Телуша» на железнодорожной линии Бобруйск-Жлобин.

## Население
- 1897 год — 89 человек
- 1917 год — 122 человека
- 1926 год — 129 человек
- 1959 год — 161 человек
- 1970 год — 133 человека
- 1986 год — 66 человек
- 1999 год — 44 человека
- 2007 год — 23 человека
- 2010 год — 16 человек
- 2014 год — 12 человек

## История
По переписи 1897 года деревня в составе Турковской волости Бобруйского уезда Минской губернии, 9 дворов. С 20.08.1924 года до 25.02.1964 года центр Мальевского сельсовета Бобруйского 1-го, с 04.08.1927 года Бобруйского района. 26.10.1924 года в Мальево открыта школа, которая размещалась в съёмной крестьянской избе. В 1925 году школу посещали 63 ученика. В 1926 году в деревне 25 дворов. В 1930 году организован колхоз «Идеи Ленина». Работала мельница но была разрушена во время Второй Мировой Войны. Немецко-фашистские захватчики расположили в мельнице противотанковое орудие, с помощью которого было уничтожено 5 советских танков типа Т-34, но и само орудие было уничтожено советским танком. В период с 1941 г. по 1945 г. в боях возле деревни погибли 12 советских воинов, 33 земляка не вернулись с фронта. В 1986 году в Мальево 38 домохозяйств в составе колхоза «Сцяг камуны».

## Планировка
Планировочно деревня Мальево представляет собой плавно изогнутую и ориентированную меридионально улицу с двухсторонней разреженной деревянной застройкой усадебного типа.